# Listă de filme românești/U
Aceasta este o listă de filme românești (artistice, de animație și documentare) care încep cu litera U:
- U.E.F.A. (film)  (1962)
- Ucenicul vrăjitor (film din 1958)  (1958)
- Ucenicul vrăjitor (film din 1985)  (1985)
- Uciderea pruncilor  (1957)
- Uimitoarele aventuri ale muschetarilor  (1987)
- Ultima frontieră a morții  (1979)
- Ultima generație de săraci  (1958)
- Ultima haltă în paradis  (2002) (Teatru Tv)
- Ultima noapte a copilăriei  (1966)
- Ultima noapte a singurătății  (1976)
- Ultima noapte de dragoste, prima noapte de război (film)  (1979)
- Ultima oră  (1993) (Teatru TV)
- Ultima poveste  (1976)
- Ultimele zile ale verii  (1976)
- Ultimul cartuș  (1973)
- Ultimul Mohican  (1968)
- Ulzana  (1974)
- Umbrele soarelui  (1986)
- Umor pe sfori  (1954)
- Un caz de dispariție  (2005)[1]
- Un comisar acuză(1973)
- Un saltimbanc la Polul Nord  (1982)
- Unchiul Vania  (1968) (Teatru TV)
- Unde ești copilărie?  (1988)
- Unde la soare e frig  (1990)
- Unde nu-i cap  (1965)
- Undeva in Est  (1991)
- Une seule nuit dans le studio  (1973) (TV)
- Un Film simplu  (2008)
- Universiada 81  (1982)
- Un om trăind în viitor  (1982)
- Un surâs în plina vară  (1963)
- Unu, doi, trei...  (1975)
- Urgia  (1977)
- Urgia cereasca  (1913)
- Urme pe zăpadă  (1962)
- Ursul (film din 1968)  (1968)
- Ursul (film din 1972)  (1972) (Teatru TV)
- Ursul (film din 2011)  (2011)
- Ușa  (1993)
- Uzina (film)  (1963)
- Uzinele Malaxa (film)  (1940)